# 2022-es észak-amerikai hóvihar
A 2022-es észak-amerikai hóvihar 2022. december 21. és 26. között történt Kanadában és az Amerikai Egyesült Államokban. A viharok idején 91 ember vesztette életét és a karácsonyi időszakban több, mint tíz ezer repülőgép járat lemondásához vezetett, útlezárások és egyéb károk mellett. A The Weather Channel az Elliott téli vihar nevet adta neki, bár hivatalos elnevezést nem kapott. A buffalói National Weather Service azt mondta a viharról, hogy egy történelmi esemény, ami nemzedékenként csak egyszer történik meg. A legtöbb hó Buffalóban esett le, 131 centiméter.

## Károk

### Halálozások
| Ország           | Terület       | Halálozások |
| ---------------- | ------------- | ----------- |
| Kanada           | Brit Columbia | 4           |
| Egyesült Államok | Colorado      | 6           |
| Egyesült Államok | Dél-Dakota    | 1           |
| Egyesült Államok | Dél-Karolina  | 3           |
| Egyesült Államok | Georgia       | 1           |
| Egyesült Államok | Kansas        | 3           |
| Egyesült Államok | Kentucky      | 3           |
| Egyesült Államok | Maryland      | 1           |
| Egyesült Államok | Michigan      | 1           |
| Egyesült Államok | Mississippi   | 1           |
| Egyesült Államok | Missouri      | 1           |
| Egyesült Államok | Nebraska      | 1           |
| Egyesült Államok | New York      | 40          |
| Egyesült Államok | Ohio          | 16          |
| Egyesült Államok | Oklahoma      | 3           |
| Egyesült Államok | Oregon        | 1           |
| Egyesült Államok | Pennsylvania  | 1           |
| Egyesült Államok | Tennessee     | 1           |
| Egyesült Államok | Vermont       | 1           |
| Egyesült Államok | Wisconsin     | 2           |
| Összesen         | Összesen      | 91          |

### Járat-lemondások
December 21-re már közel ezer járatot lemondtak a FlightAware adatai szerint, a denveri nemzetközi repülőtér közel 500-at. December 22-re már tíz ezer járatot lemondtak vagy elhalasztottak.
Massachusetts-ben, a Logan nemzetközi repülőtér a reptér összes járatát eltörölte december 23-án, ami kifejezetten nagy problémát jelentett, tekintve, hogy sokan utaztak haza az ünnepek időszakára.
A Seattle–Tacoma nemzetközi repülőtér két kifutópályáját is le kellett zárni, míg az Alaska Airlines elhalasztotta összes járatát a seattle-i és a portlandi repterekről. A WestJet 126 járatot mondott le Brit Columbiában és 140-et Ontarióban és Québec-ben.
December 25-én a Southwest Airlines tervezett járatainak 48%-át lemondta. Másnap töröltek még 2886-at, ami tervezett járataiknak közel 70%-a volt. Az Egyesült Államok Közlekedési Minisztériuma elfogadhatatlannak nevezett és azt ígérte, hogy nyomozást fog indítani a légitársaság ellen.
December 28-án a Southwest bejelentette további járatok lemondását, annak ellenére, hogy a viharnak már vége lett, károkra hivatkozva.

### Utazási tiltások
Niagara Falls városa New Yorkban utazási tilalmat jelentett be. Teljes Erie megye nem sokkal később követte a várost. December 27-én Buffalóban a rendőrség és a katonai rendőrség kezdte el végrehajtani a tiltást.

## Galéria
- Laurel Street, Buffalo
- Cold Spring főutca
- A Main és a Cold Spring főutcák sarka
- Az indianai Nemzeti Gárda a viharban